# Lyctus
Lyctus ist eine Käfergattung innerhalb der Familie der Bohrkäfer (Bostrichidae). Es handelt sich dabei um waldlebende Arten, die gelegentlich auch in Wohn- und Lagerräume eingeschleppt werden und durch ihre Fraßtätigkeit in trockenen Hölzern Schäden verursachen. In Mitteleuropa ist der bekannteste Vertreter der Gattung der Parkettkäfer (Lyctus linearis).

## Merkmale
Die Fühlerkeulen der Käfer sind einfach, die Glieder sind nicht zylindrisch verlängert. Der Seitenrand des Kopfes ist nur mit einer erhabenen Beule oberhalb der Fühlerwurzeln versehen. Vor der Fühlerwurzel befindet sich ein kleiner Zahn. Die Vorderecken des Halsschildes sind abgestumpft. Die Flügeldecken sind mit Punktreihen versehen und in den Reihen behaart. Die Vorderschienen sind an der Spitze außen zahnförmig erweitert und mit kleinem, ziemlich geraden Enddorn versehen. Die Tarsen sind ziemlich schlank, das Klauenglied ist einfach.

## Verbreitung
Die Arten der Familie Lyctidae, zu der die Gattung Lyctus zählt, waren ursprünglich in tropischen Regionen beheimatet. Bedingt durch den internationalen Holzhandel ist die Gattung Lyctus inzwischen weltweit mit Ausnahme der Antarktis verbreitet.

## Arten
Die Gattung Lyctus ist in Europa mit neun Arten vertreten:
- Lyctus africanus Lesne, 1907
- Brauner Splintholzkäfer (Lyctus brunneus) (Stephens, 1830)
- Lyctus cavicollis J. L. LeConte, 1805
- Lyctus hipposideros Lesne, 1908
- Parkettkäfer (Lyctus linearis) (Goeze, 1777)
- Lyctus planicollis J. L. LeConte, 1858
- Lyctus pubescens Panzer, 1793
- Lyctus sinensis Lesne, 1911
- Lyctus suturalis Faldermann, 1837